# Eventos que aparentan amenazar la vida
Los Eventos que aparentan amenazar la vida (en inglés: Apparent Life-Threatening Events, ALTE) también conocidos como Eventos Aparentemente Letales (EAL), ocurren cuando un bebé presenta cianosis por lo menos por un minuto, respiración deficiente, debilidad o falta de capacidad de respuesta. Para cuando sean evaluados en un entorno de atención médica, deben volver a la normalidad.

## Definición
Se define como: 
"Episodios que atemorizan al observador y que se caracterizan por una combinación de apnea (central o periférica), cambio de color (cianosis, palidez o rubicundez) y alteraciones en el tono muscular (hipo- o hipertonía), atragantamiento o sofocación". 
Estos eventos no son una enfermedad propiamente dicha sino una forma de presentación clínica de diversos problemas o patologías.

## Clasificación
La Asociación Latinoamericana de Pediatría (ALAPE) los clasifica como:
- Evento menor: cuando revierte espontáneamente o con una estimulación leve.
- Evento mayor: aquel que revierte con una estimulación vigorosa o reanimación cardiopulmonar.

## Tratamiento
El tratamiento implica posiblemente hacer un ECG y observar al niño durante un período de tiempo.  Las pruebas de tos ferina también se pueden hacer. Por lo general, no se recomiendan otras pruebas.
En la observación del lactante se busca la evaluación del vínculo madre-hijo, técnica alimentaria, hábitos para dormir, monitoreo durante el sueño con oximetría de pulso,manejo de la ansiedad familiar, diagnóstico y organización del egreso hospitalario.